# Ligat ha'Al (pallacanestro)
La Ligat ha'Al (in ebraico ליגת העל‎?) è la massima serie del campionato israeliano di pallacanestro. Il nome della competizione viene solitamente abbreviato in BSL (Basketball Super League) oppure in ISBL (Israeli Basketball Super League). Per ragioni di sponsorizzazione, la competizione è chiamata anche Ligat Winner Sal (in ebraico ליגת ווינר סל‎?), letteralmente Winner Sal League dove "Winner" è il nome del principale sponsor mentre "Sal" significa pallacanestro.
La competizione è organizzata dalla Israeli Basketball Super League Administration Ltd.

## Storia
La Ligat ha'Al è stata fondata nel 1954 e riuniva le migliori otto squadre israeliane di pallacanestro.
Delle otto squadre che hanno fondato il campionato, solo quattro sono ancora oggi presenti e sono Maccabi Tel Aviv, Hapoel Tel Aviv, Hapoel Holon e Maccabi Haifa.
Dalla stagione 1975-1976, è stato richiesto a tutte le squadre partecipanti al campionato di ospitare le loro partite al chiuso e non più all'aperto.
Dalla sua fondazione, solo sette squadre hanno vinto il campionato, per la precisione il Maccabi Tel Aviv ha vinto 54 campionati, l'Hapoel Tel Aviv ha vinto 5 campionati (tutti negli anni sessanta), l'Hapoel Gilboa Galil ha vinto due campionati (uno nel 1993 e l'altro nel 2010), l'Hapoel Gerusalemme nel 2015 e nel 2017, l'Hapoel Holon nel 2008, il Maccabi Haifa nel 2013 ed il Maccabi Rishon LeZion nel 2016.
La Ligat ha'Al è conosciuta in Europa grazie ai successi delle proprie squadre nelle competizioni europee quali la EuroLeague, l'EuroCup e la FIBA EuroChallenge.

## Formato
A partire dalla stagione 2020-2021, la competizione vedrà 13 partecipanti ed inizierà con una regular season composta da 26 giornate, dove le tredici squadre partecipanti si affronteranno in un girone all'italiana.
Le migliori sei squadre si qualificheranno per il girone "alto" dove giocheranno 5 partite, mentre le altre sette squadre giocheranno 7 partite nel girone "basso".
I punteggi ottenuti in entrambe le fasi verranno sommati, le sei squadre del girone "alto" e le due migliori del girone "basso" si affronteranno ai quarti di finale in una serie al meglio delle 5 gare. Gli accoppiamenti vengono decisi in base alla classifica finale.
Le semifinali e la finale verranno invece giocate al meglio delle tre gare.

### Squadre partecipanti
| Squadra               | Città         | Colori sociali |
| --------------------- | ------------- | -------------- |
| Hapoel Be'er Sheva    | Be'er Sheva   |                |
| Hapoel Eilat          | Eilat         |                |
| Hapoel Gilboa Galil   | Gan Ner       |                |
| Hapoel Haifa          | Haifa         |                |
| Hapoel Holon          | Holon         |                |
| Hapoel Jerusalem      | Gerusalemme   |                |
| Hapoel Tel Aviv       | Tel Aviv      |                |
| Ironi Nahariya        | Nahariya      |                |
| Ironi Nes Ziona       | Ness Ziona    |                |
| Maccabi Haifa         | Haifa         |                |
| Maccabi Rishon LeZion | Rishon LeZion |                |
| Maccabi Tel Aviv      | Tel Aviv      |                |

## Collegamenti con l'NBA

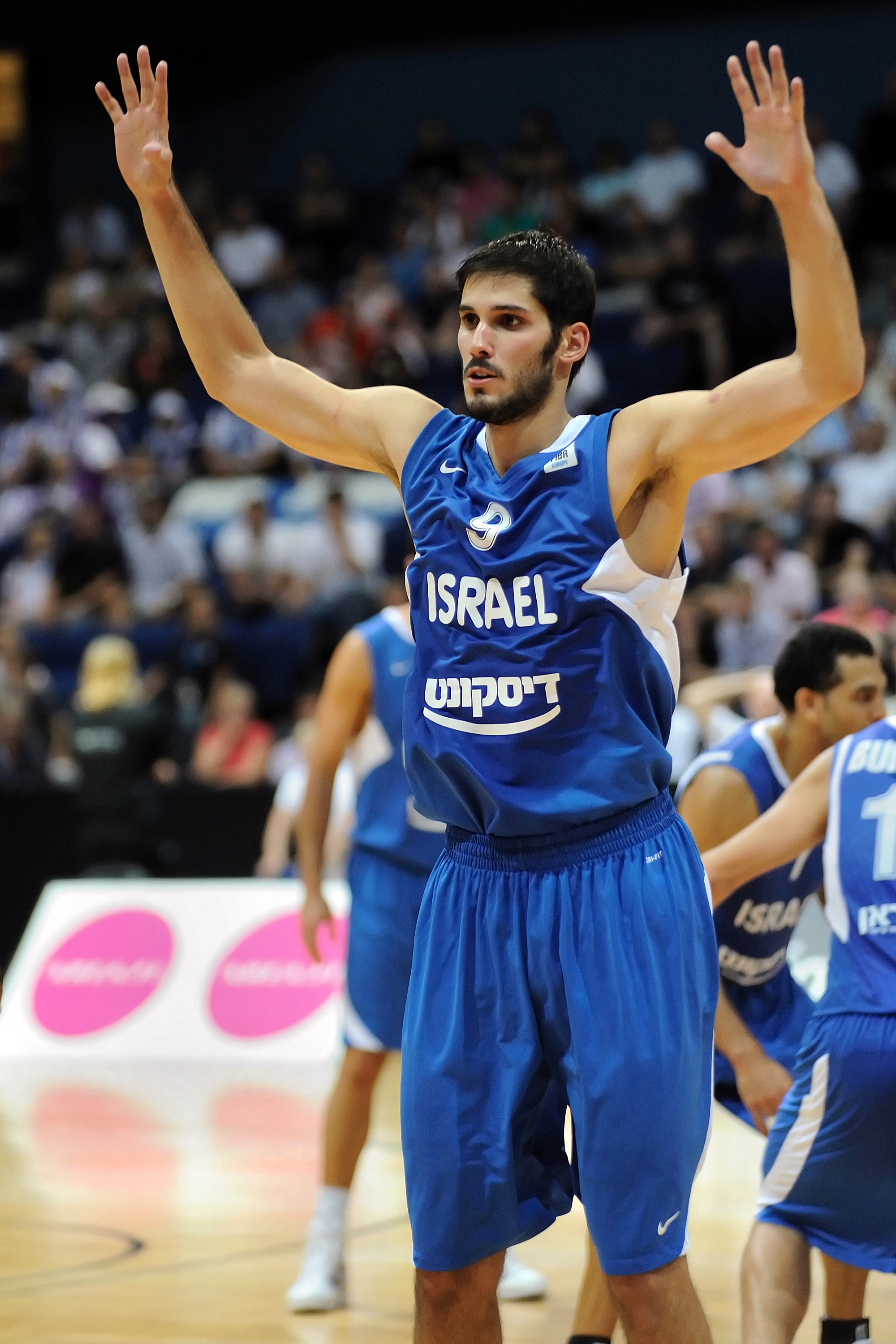
Omri Casspi

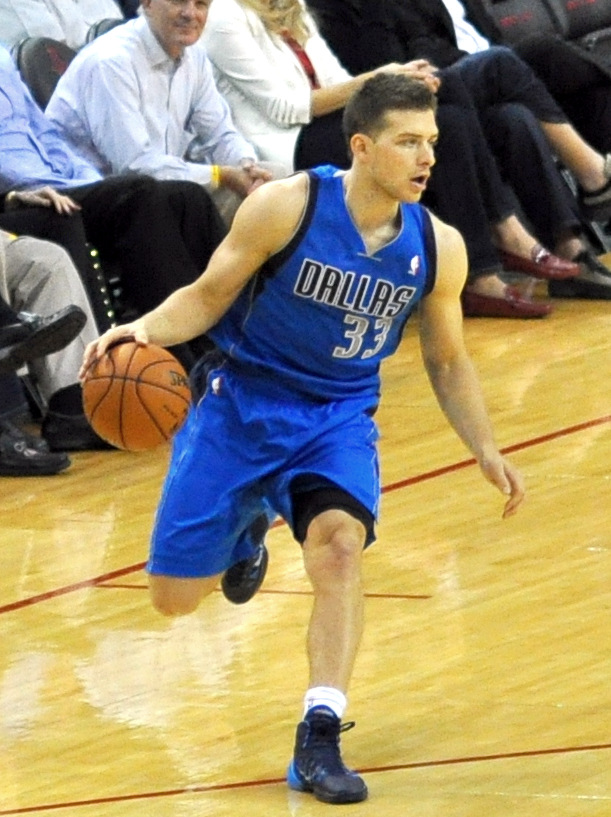
Gal Mekel

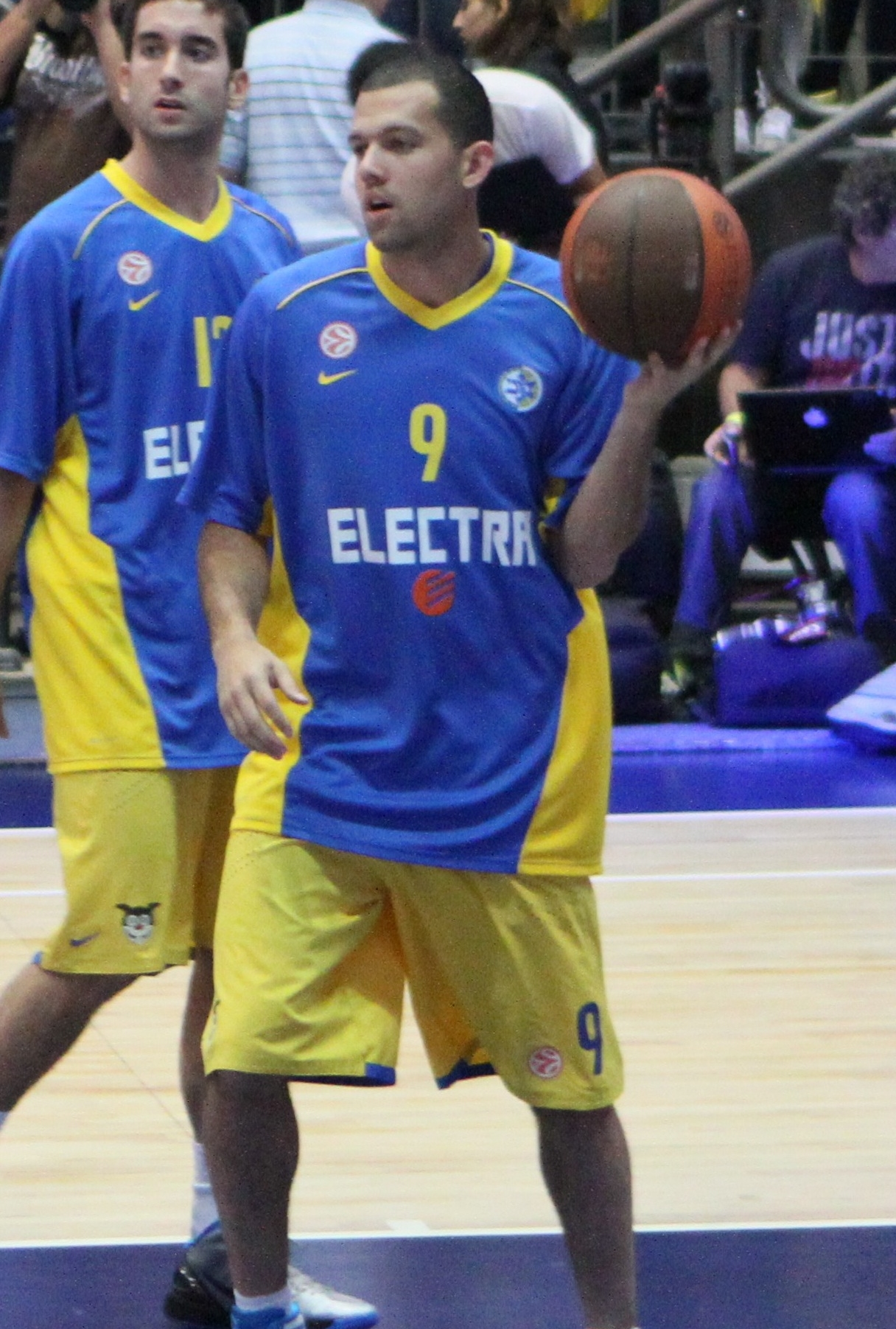
Jordan Farmar

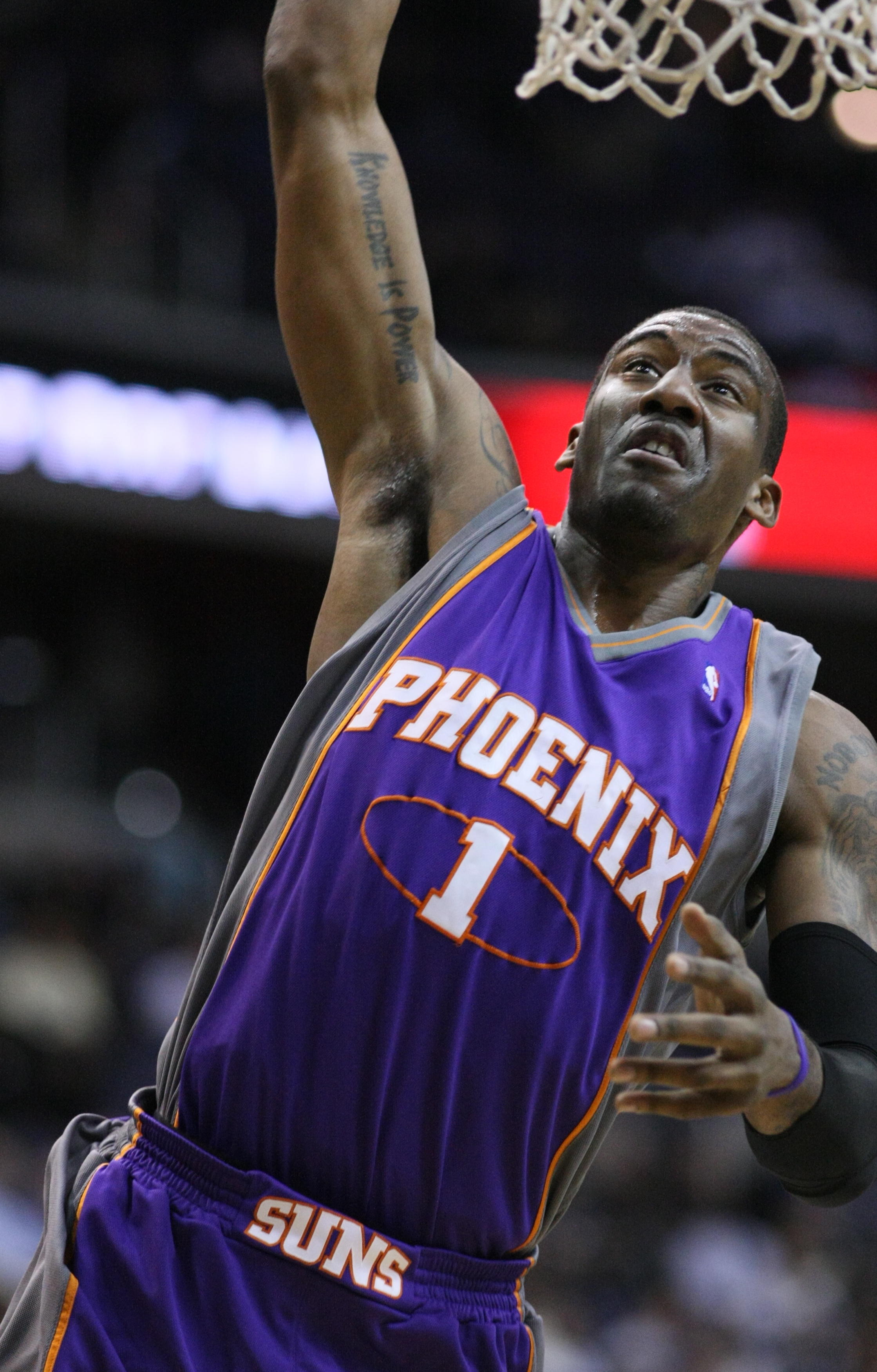
Amar'e Stoudemire

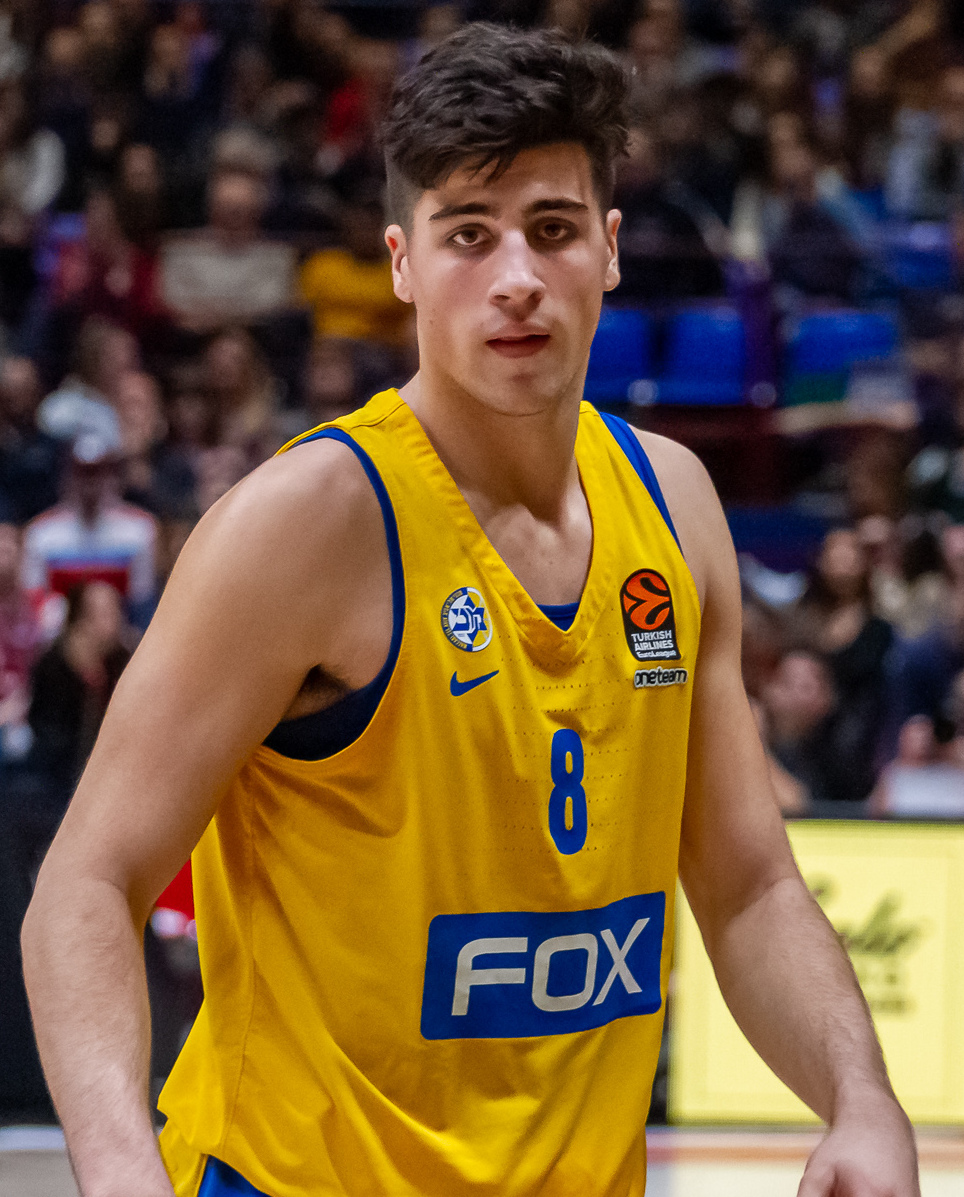
Deni Avdija

Durante gli anno ottanta ed i primi anni novanta, sono state giocate diverse partite amichevoli tra squadre israeliane e squadre NBA quali i Phoenix Suns, i Cleveland Cavaliers, gli Orlando Magic ed i Los Angeles Lakers; tutte le partite sono state giocate in Israele.
Il 16 ottobre 2005, il Maccabi Tel Aviv sconfisse i Toronto Raptors per 105-103 in un'amichevole giocata a Toronto; fu la prima vittoria di una squadra israeliana ed anche europea contro una squadra NBA in una gara disputata fuori dai confini europei.
Nel corso degli ultimi anni, molti giocatori della Ligat ha'Al sono approdati poi in NBA. Nel 2009, Omri Casspi divenne il primo giocatore nato e cresciuto in Israele a sbarcare in NBA, firmando con i Sacramento Kings. Prima di lui, tre giocatori vennero scelti al draft NBA: Doron Sheffer (che giocò in NCAA con la maglia degli UConn Huskies), Yotam Halperin e Lior Eliyahu. Oded Kattash firmò un contratto con i New York Knicks, ma non giocò mai in NBA a causa del lockout della stagione 1998-99.
Il 25 giugno 2009, Omri Casspi venne chiamato come 23ª scelta assoluta dai Sacramento Kings al draft 2009; dopo di lui Gal Mekel venne scelto dai Dallas Mavericks al draft 2013. Nel 2016, Dragan Bender divenne il giocatore proveniente dal campionato israeliano con la più alta chiamata di sempre, venendo scelto in quarta posizione dai Phoenix Suns. Altri giocatori che passarono invece dalla NBA alla Ligat sono stati Will Bynum, Anthony Parker, Roger Mason Jr., Eugene "Pooh" Jeter, Carlos Arroyo e Nate Robinson.
Nel 2016, Amar'e Stoudemire si ritirò dalla NBA, firmando ad agosto 2016 un contratto biennale con l'Hapoel Gerusalemme, squadra di cui era uno dei proprietari, squadra con cui vinse pochi mesi dopo la Coppa di Lega. Stoudemire tornò in Israele per la stagione 2019-2020, vestendo la maglia del Maccabi Tel Aviv, squadra con cui vinse il campionato; venne inoltre nominato MVP della finale.
Nel 2020, altri due giocatori israeliani si sono dichiarati per il draft, Deni Avdija del Maccabi Tel Aviv e Yam Madar dell'Hapeol Tel Aviv. Avdija è stato scelto al primo giro con la nona chiamata dai Washington Wizards, mentre Madar è stato scelto al secondo giro con la 47ª scelta assoluta dai Boston Celtics.

## Giocatori ebrei americani
Nel 2011, la lega ha imposto un limite di quattro giocatori non israeliani per ogni squadra, così molti giocatori ebrei americani presero la cittadinanza israeliana utilizzando la legge del ritorno. In questo modo molti giocatori di origine israeliana poterono giocare nel campionato israeliano senza occupare i quattro posti dedicati agli stranieri.
Esempi di giocatori ebrei americani che hanno militato in Ligat ha'Al sono Jon Scheyer, Jordan Farmar, Sylven Landesberg, David Blu, Amar'e Stoudemire e Dan Grunfeld.

## Vittorie per club
| Squadra                   | Città         | Vittorie | Secondo posto |
| ------------------------- | ------------- | -------- | ------------- |
| Maccabi Tel Aviv          | Tel Aviv      | 57       | 7             |
| Hapoel Tel Aviv           | Tel Aviv      | 5        | 22            |
| Hapoel Gerusalemme        | Gerusalemme   | 2        | 7             |
| Hapoel Holon              | Holon         | 2        | 3             |
| Maccabi Haifa             | Haifa         | 1        | 3             |
| Maccabi Rishon LeZion     | Rishon LeZion | 1        | 3             |
| Hapoel Galil Elyon        | Kfar Blum     | 1        | 2             |
| Hapoel Gilboa Galil Elyon | Gan Ner       | 1        | 2             |
| Hapoel Ramat Gan          | Ramat Gan     | 0        | 6             |
| Hapoel Gvat/Yagur         | Gvat          | 0        | 3             |
| Ironi Ramat Gan           | Ramat Gan     | 0        | 3             |
| Hapoel Haifa              | Haifa         | 0        | 2             |
| Hapoel Eilat              | Eilat         | 0        | 2             |
| Elitzur Netanya           | Netanya       | 0        | 1             |
| Maccabi Ra'anana          | Ra'anana      | 0        | 1             |
| Ironi Nahariya            | Nahariya      | 0        | 1             |
| Maccabi Ashdod            | Ashdod        | 0        | 1             |
| Bnei Herzliya             | Herzliya      | 0        | 1             |

## Albo d'oro
| Stagione | Campione d'Israele              | Secondo posto                   | Punteggio                               | Formato                         |
| -------- | ------------------------------- | ------------------------------- | --------------------------------------- | ------------------------------- |
| 1953–54  | Maccabi Tel Aviv                | Hapoel Holon                    |                                         | Solo regular season             |
| 1954–55  | Maccabi Tel Aviv                | Hapoel Holon                    |                                         | Solo regular season             |
| 1955–56  | Cancellata a causa della guerra | Cancellata a causa della guerra | Cancellata a causa della guerra         | Cancellata a causa della guerra |
| 1956–57  | Maccabi Tel Aviv                | Hapoel Tel Aviv                 |                                         | Solo regular season             |
| 1957–58  | Maccabi Tel Aviv                | Hapoel Tel Aviv                 |                                         | Solo regular season             |
| 1958–59  | Maccabi Tel Aviv                | Hapoel Tel Aviv                 |                                         | Solo regular season             |
| 1959–60  | Hapoel Tel Aviv                 | Maccabi Tel Aviv                |                                         | Solo regular season             |
| 1960–61  | Hapoel Tel Aviv                 | Maccabi Tel Aviv                |                                         | Solo regular season             |
| 1961–62  | Maccabi Tel Aviv                | Hapoel Haifa                    |                                         | Solo regular season             |
| 1962–63  | Maccabi Tel Aviv                | Hapoel Tel Aviv                 |                                         | Solo regular season             |
| 1963–64  | Maccabi Tel Aviv                | Hapoel Tel Aviv                 |                                         | Solo regular season             |
| 1964–65  | Hapoel Tel Aviv                 | Hapoel Haifa                    |                                         | Solo regular season             |
| 1965–66  | Hapoel Tel Aviv                 | Maccabi Tel Aviv                |                                         | Solo regular season             |
| 1966–67  | Maccabi Tel Aviv                | Hapoel Tel Aviv                 |                                         | Solo regular season             |
| 1967–68  | Maccabi Tel Aviv                | Hapoel Tel Aviv                 |                                         | Solo regular season             |
| 1968–69  | Hapoel Tel Aviv                 | Maccabi Tel Aviv                |                                         | Solo regular season             |
| 1969–70  | Maccabi Tel Aviv                | Hapoel Tel Aviv                 |                                         | Solo regular season             |
| 1970–71  | Maccabi Tel Aviv                | Hapoel Tel Aviv                 |                                         | Solo regular season             |
| 1971–72  | Maccabi Tel Aviv                | Hapoel Gvat/Yagur               |                                         | Solo regular season             |
| 1972–73  | Maccabi Tel Aviv                | Ironi Ramat Gan                 |                                         | Solo regular season             |
| 1973–74  | Maccabi Tel Aviv                | Ironi Ramat Gan                 |                                         | Solo regular season             |
| 1974–75  | Maccabi Tel Aviv                | Hapoel Ramat Gan                |                                         | Solo regular season             |
| 1975–76  | Maccabi Tel Aviv                | Hapoel Gvat/Yagur               |                                         | Solo regular season             |
| 1976–77  | Maccabi Tel Aviv                | Hapoel Ramat Gan                |                                         | Solo regular season             |
| 1977–78  | Maccabi Tel Aviv                | Hapoel Gvat/Yagur               | Mini-torneo con le sei migliori squadre |                                 |
| 1978–79  | Maccabi Tel Aviv                | Hapoel Tel Aviv                 | 2–0                                     | Serie al meglio delle 5 gare    |
| 1979–80  | Maccabi Tel Aviv                | Hapoel Tel Aviv                 |                                         | Solo regular season             |
| 1980–81  | Maccabi Tel Aviv                | Hapoel Ramat Gan                |                                         | Solo regular season             |
| 1981–82  | Maccabi Tel Aviv                | Hapoel Ramat Gan                | Mini-torneo con le tre migliori squadre |                                 |
| 1982–83  | Maccabi Tel Aviv                | Hapoel Ramat Gan                | 2–0                                     | Serie al meglio delle 3 gare    |
| 1983–84  | Maccabi Tel Aviv                | Hapoel Ramat Gan                | 2–0                                     | Serie al meglio delle 3 gare    |
| 1984–85  | Maccabi Tel Aviv                | Hapoel Tel Aviv                 | 2–1                                     | Serie al meglio delle 3 gare    |
| 1985–86  | Maccabi Tel Aviv                | Maccabi Elitzur Netanya         | 2–0                                     | Serie al meglio delle 3 gare    |
| 1986–87  | Maccabi Tel Aviv                | Hapoel Tel Aviv                 | 2–1                                     | Serie al meglio delle 3 gare    |
| 1987–88  | Maccabi Tel Aviv                | Hapoel Tel Aviv                 | 2–1                                     | Serie al meglio delle 3 gare    |
| 1988–89  | Maccabi Tel Aviv                | Hapoel Tel Aviv                 | 2–0                                     | Serie al meglio delle 3 gare    |

| Stagione | Campione d'Israele    | Secondo posto             | Punteggio          | Formato                      |
| -------- | --------------------- | ------------------------- | ------------------ | ---------------------------- |
| 1989–90  | Maccabi Tel Aviv      | Hapoel Galil Elyon        | 3–0                | Serie al meglio delle 5 gare |
| 1990–91  | Maccabi Tel Aviv      | Maccabi Rishon LeZion     | 3–1                | Serie al meglio delle 5 gare |
| 1991–92  | Maccabi Tel Aviv      | Hapoel Tel Aviv           | 3–2                | Serie al meglio delle 5 gare |
| 1992–93  | Hapoel Galil Elyon    | Hapoel Tel Aviv           | 3–1                | Serie al meglio delle 5 gare |
| 1993–94  | Maccabi Tel Aviv      | Hapoel Tel Aviv           | 3–0                | Serie al meglio delle 5 gare |
| 1994–95  | Maccabi Tel Aviv      | Hapoel Galil Elyon        | 3–0                | Serie al meglio delle 5 gare |
| 1995–96  | Maccabi Tel Aviv      | Hapoel Gerusalemme        | 3–0                | Serie al meglio delle 5 gare |
| 1996–97  | Maccabi Tel Aviv      | Hapoel Gerusalemme        | 3–0                | Serie al meglio delle 5 gare |
| 1997–98  | Maccabi Tel Aviv      | Hapoel Eilat              | 3–0                | Serie al meglio delle 5 gare |
| 1998–99  | Maccabi Tel Aviv      | Hapoel Gerusalemme        | 3–1                | Serie al meglio delle 5 gare |
| 1999–00  | Maccabi Tel Aviv      | Maccabi Ra'anana          | 3–1                | Serie al meglio delle 5 gare |
| 2000–01  | Maccabi Tel Aviv      | Hapoel Gerusalemme        | 3–0                | Serie al meglio delle 5 gare |
| 2001–02  | Maccabi Tel Aviv      | Ironi Ramat Gan           | 3–0                | Serie al meglio delle 5 gare |
| 2002–03  | Maccabi Tel Aviv      | Ironi Nahariya            | 3–0                | Serie al meglio delle 5 gare |
| 2003–04  | Maccabi Tel Aviv      | Hapoel Tel Aviv           | 3–0                | Serie al meglio delle 5 gare |
| 2004–05  | Maccabi Tel Aviv      | Hapoel Tel Aviv           | 3–0                | Serie al meglio delle 5 gare |
| 2005–06  | Maccabi Tel Aviv      | Hapoel Gerusalemme        | 96–66              | Final Four                   |
| 2006–07  | Maccabi Tel Aviv      | Hapoel Gerusalemme        | 80–78              | Final Four                   |
| 2007–08  | Hapoel Holon          | Maccabi Tel Aviv          | 73–72              | Final Four                   |
| 2008–09  | Maccabi Tel Aviv      | Maccabi Haifa             | 85–72              | Final Four                   |
| 2009–10  | Gilboa/Galil          | Maccabi Tel Aviv          | 90–77              | Final Four                   |
| 2010–11  | Maccabi Tel Aviv      | Gilboa/Galil              | 91–64              | Final Four                   |
| 2011–12  | Maccabi Tel Aviv      | Maccabi Ashdod            | 83–63              | Final Four                   |
| 2012–13  | Maccabi Haifa         | Maccabi Tel Aviv          | 86–79              | Gara unica                   |
| 2013–14  | Maccabi Tel Aviv      | Maccabi Haifa             | 81–77; 82–84 (dts) | Andata e ritorno             |
| 2014–15  | Hapoel Gerusalemme    | Hapoel Eilat              | 80–65; 88–68       | Andata e ritorno             |
| 2015–16  | Maccabi Rishon LeZion | Hapoel Gerusalemme        | 83–77              | Final Four                   |
| 2016–17  | Hapoel Gerusalemme    | Maccabi Haifa             | 83–76              | Final Four                   |
| 2017–18  | Maccabi Tel Aviv      | Hapoel Holon              | 95–75              | Final Four                   |
| 2018–19  | Maccabi Tel Aviv      | Maccabi Rishon LeZion     | 89–75              | Final Four                   |
| 2019–20  | Maccabi Tel Aviv      | Maccabi Rishon LeZion     | 86–81              | Final Four                   |
| 2020–21  | Maccabi Tel Aviv      | Hapoel Gilboa Galil Elyon | 2-1                | Serie al meglio delle 3 gare |
| 2021–22  | Hapoel Holon          | Bnei Herzliya             | 2-0                | Serie al meglio delle 3 gare |
| 2022–23  | Maccabi Tel Aviv      | Hapoel Tel Aviv           | 2-1                | Serie al meglio delle 3 gare |
| 2023–24  | Maccabi Tel Aviv      | Hapoel Tel Aviv           | 2-1                | Serie al meglio delle 3 gare |

## Record
Il cestista che detiene il numero maggiore di edizioni vinte è:
| Nome           | Club                  | Vittorie | Anni |
| -------------- | --------------------- | -------- | --- |
| Miki Berkovich | Maccabi Tel Aviv (16) | 16       | 1971-1972, 1972-1973, 1973-1974, 1974-1975, 1976-1977, 1977-1978, 1978-1979, 1979-1980, 1980-1981, 1981-1982, 1982-1983, 1983-1984, 1984-1985, 1985-1986, 1986-1987, 1987-1988 |

L'allenatore che detiene il numero maggiore di edizioni vinte è:
| Nome           | Club                  | Vittorie | Anni |
| -------------- | --------------------- | -------- | --- |
| Yehoshua Rozin | Maccabi Tel Aviv (12) | 12       | 1953-1954, 1954-1955, 1956-1957, 1957-1958, 1958-1959, 1961-1962, 1962-1963, 1963-1964, 1966-1967, 1967-1968, 1972-1973, 1973-1974 |

## Premi
- Ligat ha'Al MVP

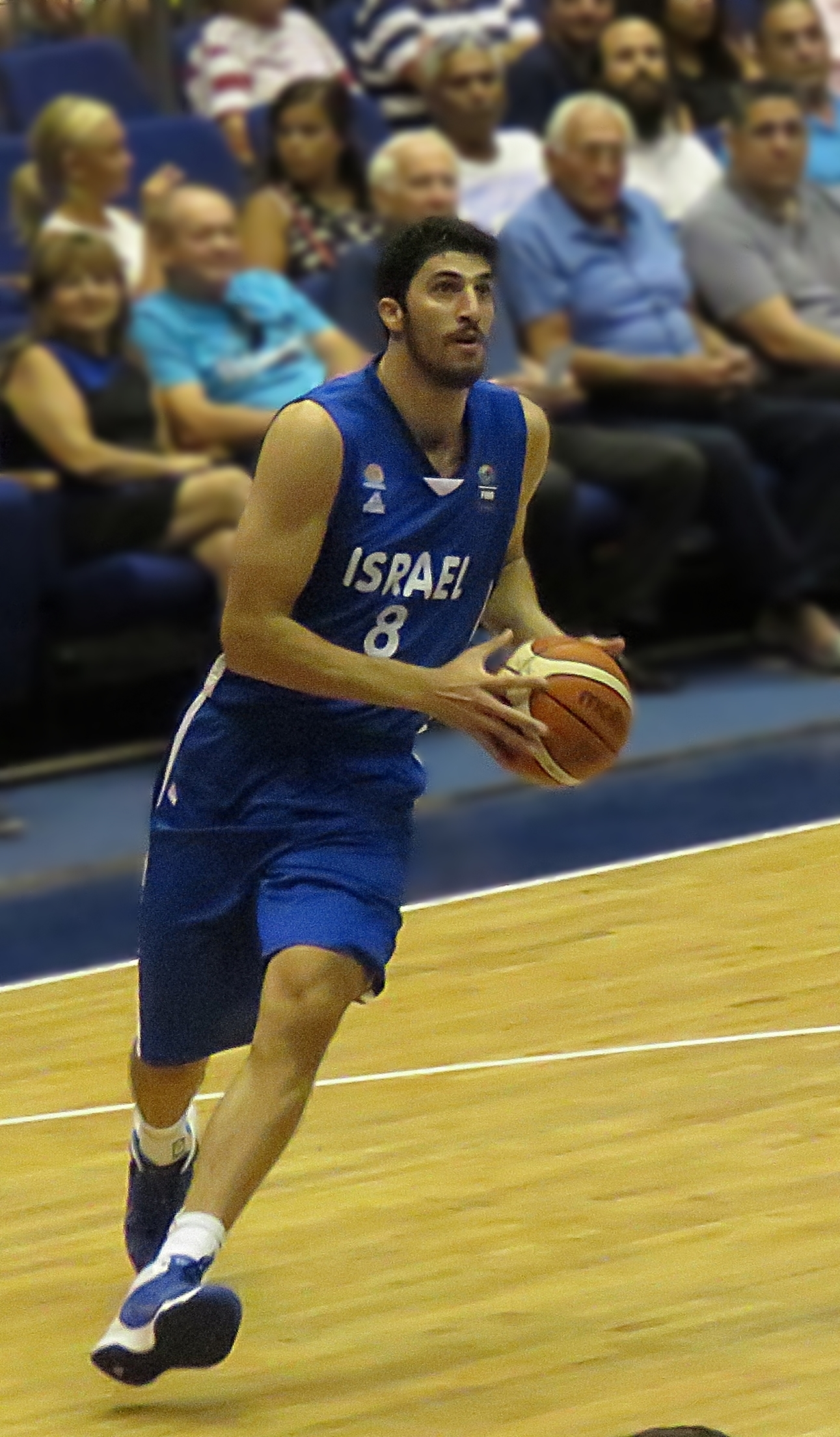
Lior Eliyahu, Ligat ha'Al MVP per due anni

- Miglior allenatore della Ligat ha'Al